# Антемије (префект)
Антемије је био византијски државник и преторијански префект Истока (405—415), у доба царева Аркадија (395—408) и Теодосија II (408—450). Током владавине младог Теодосија II, био је практични владар царства, а у том периоду је реорганизовао снабдевање храном Цариграда и значајно га проширио подизањем великих копнених бедема Двоструких бедема Теодосија II.

## Биографија
Антемије је, највероватније, египатског порекла, а припадао је једној од најугледнијих племићких породица тог доба.
Он је 404. године био magister officiorum и вероватно је учествовао у свргавању Јована Хризостома (Златоустог), исте године. Наредне године је постао преторијански перфект Истока, да би 406. године руководио преносом моштију пророка Самуила у византијску престоницу. Према оценама његових савременика, он је био стварни господар Византијског царства током малолетства Теодосија II. Успео је да за време своје владавине, реши нагомилане проблеме византијске престонице, која се значајно проширила и повећала број становника, током једног века постојања. У целости је реорганизовао снабдевање храном главног града и његове огромне потребе за намирницама. На удаљености од око 2.5km од Константиновог бедема који је представљао крај града, Антемије је изградио нов систем бедема, који су данас познати као Двоструки бедеми Теодосија II. Поред значајног увећања корисне површине града који је растао, бедеми су представљали савршен систем у одбрани града и до краја његовог постојања су били готово несавладива препрека за његове освајаче.
Не зна се како је окончана његова владавине и када је умро, али је извесно да је 414. године Теодосијева сестра Елија Пулхерија преузела власт и поставила новог префекта.